# Divatcsarnok

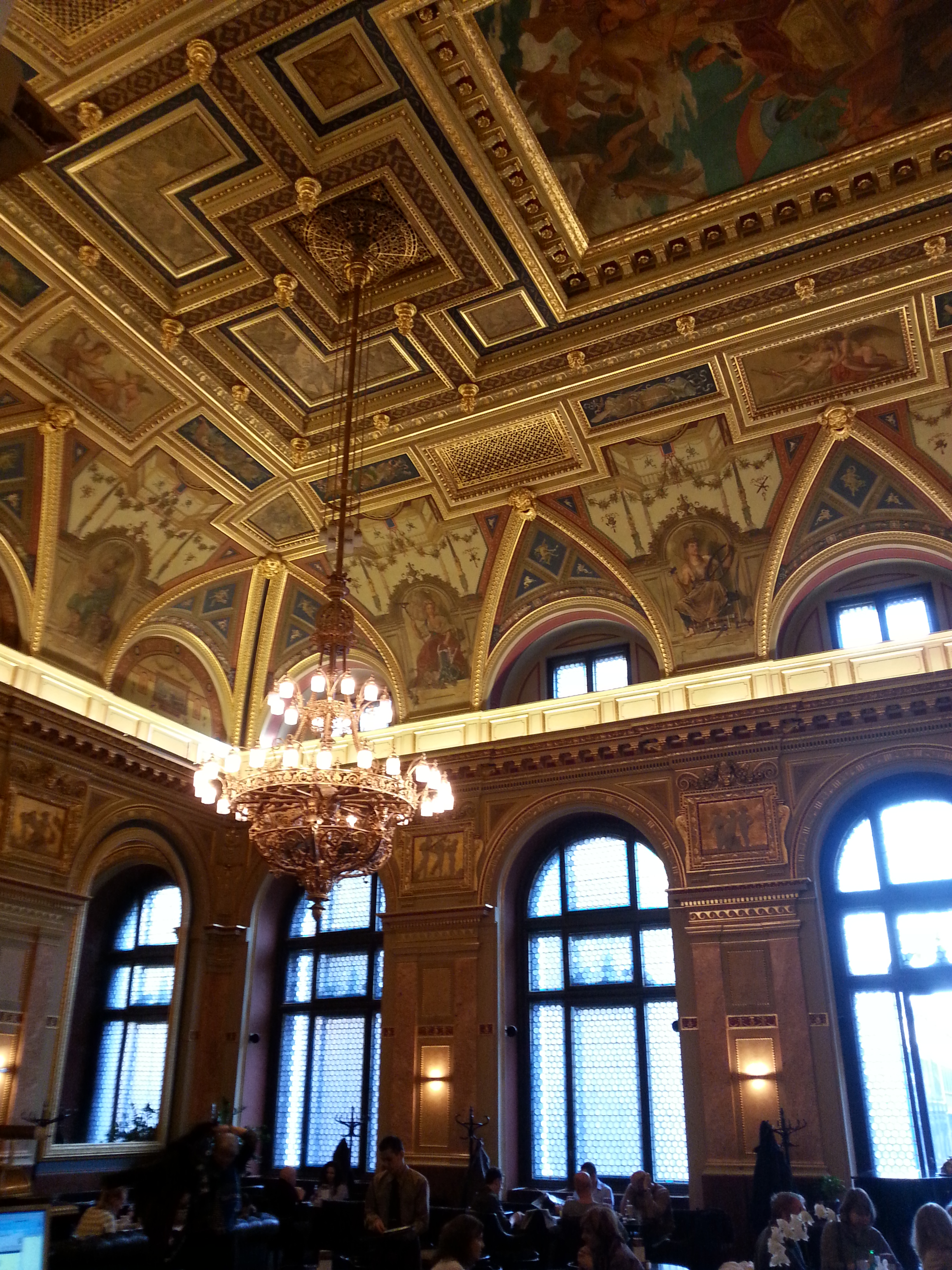
Het café in Divatcsarnok

Divatcsarnok is een warenhuis in het District VI in Boedapest. Het is gelegen aan de Boulevard Andrássy út 39 tussen de Hongaarse Staatsopera en Oktogon.

## Geschiedenis
Het oorspronkelijke warenhuis genaamd Párizsi Nagy Áruház (vertaald: groot warenhuis van Parijs) werd in 1882 gebouwd volgens de plannen van architect Gusztáv Petschacher, maar brandde in 1903 volledig af. Het nieuwe warenhuis, naar een ontwerp van de architect Zsigmond Sziklai, werd in 1911 heropend en heeft nu een met glas overdekte binnenplaats en liften met spiegels. Vroeger werd er uitsluitend mode verkocht, maar dit werd later aangevuld met boeken, antiek en kunst. Aan de achterzijde van het gebouw is een goed geconserveerde balzaal met fresco's van de schilder Károly Lotz, die nu als café wordt gebruikt.